# Румыния на летних Олимпийских играх 2024
Румыния на летних Олимпийских играх 2024 года в Париже была представлена 99 спортсменами (50 мужчинами и 49 женщинами) в 18 видах спорта.
Румынские спортсмены завоевали 9 медалей: 3 золотых, 4 серебряных и 2 бронзовых.

## Медали
| Медаль  | Спортсмен(ы) | Вид спорта            | Дисциплина                | Дата      |
| ------- | --- | --------------------- | ------------------------- | --------- |
| Золото  | Давид Попович | Плавание              | 200 метров вольным стилем | 29 июля   |
| Золото  | Андрей-Себастьян Корня Мариан Эначе | Академическая гребля  | Двойки парные             | 1 августа |
| Золото  | Мария-Магдалена Русу Роксана Ангел Адриана Адам Анкуца Боднар Иоана Врынчану Мария Лехач Симона Радиш Амалия Береш Виктория-Штефания Петряну* | Академическая гребля  | Восьмёрки                 | 3 августа |
| Серебро | Анкуца Боднар Симона Радиш | Академическая гребля  | Двойки парные             | 1 августа |
| Серебро | Иоана Врынчану Роксана Ангел | Академическая гребля  | Двойки распашные          | 2 августа |
| Серебро | Джанина ван Гронинген Ионела Козмьюк | Академическая гребля  | Двойки парные, лёгкий вес | 2 августа |
| Серебро | Михаэла Камбей | Тяжёлая атлетика      | До 49 кг                  | 7 августа |
| Бронза  | Давид Попович | Плавание              | 100 метров вольным стилем | 31 июля   |
| Бронза  | Ана Бэрбосу | Спортивная гимнастика | Вольные упражнения        | 5 августа |

| Вид спорта            | 1 | 2 | 3 | Всего |
| Академическая гребля  | 2 | 3 | 0 | 5     |
| Плавание              | 1 | 0 | 1 | 2     |
| Тяжёлая атлетика      | 0 | 1 | 0 | 1     |
| Спортивная гимнастика | 0 | 0 | 1 | 1     |
| Всего                 | 3 | 4 | 2 | 9     |

| Медали по датам | Медали по датам | Медали по датам | Медали по датам | Медали по датам | Медали по датам |
| --------------- | --------------- | --------------- | --------------- | --------------- | --------------- |
| Дата            | 1               | 2               | 3               | Всего           |                 |
| 29 июля         | 1               | 0               | 0               | 1               |                 |
| 31 июля         | 0               | 0               | 1               | 1               |                 |
| 1 августа       | 1               | 1               | 0               | 2               |                 |
| 2 августа       | 0               | 2               | 0               | 2               |                 |
| 3 августа       | 1               | 0               | 0               | 1               |                 |
| 5 августа       | 0               | 0               | 1               | 1               |                 |
| 7 августа       | 0               | 1               | 0               | 1               |                 |
| Всего           | 3               | 4               | 2               | 9               |                 |

| Мультимедалисты | Мультимедалисты      | Мультимедалисты | Мультимедалисты | Мультимедалисты | Мультимедалисты | Мультимедалисты |
| --------------- | -------------------- | --------------- | --------------- | --------------- | --------------- | --------------- |
| Спортсмен       | Вид спорта           | 1               | 2               | 3               | Всего           |                 |
| Роксана Ангел   | Академическая гребля | 1               | 1               | 0               | 2               |                 |
| Анкуца Боднар   | Академическая гребля | 1               | 1               | 0               | 2               |                 |
| Симона Радиш    | Академическая гребля | 1               | 1               | 0               | 2               |                 |
| Иоана Врынчану  | Академическая гребля | 1               | 1               | 0               | 2               |                 |
| Давид Попович   | Плавание             | 1               | 0               | 1               | 2               |                 |

| Медали по полу | Медали по полу | Медали по полу | Медали по полу | Медали по полу |
| -------------- | -------------- | -------------- | -------------- | -------------- |
| Пол            | 1              | 2              | 3              | Всего          |
| Мужчины        | 2              | 0              | 1              | 3              |
| Женщины        | 1              | 4              | 1              | 6              |
| Микст          | 0              | 0              | 0              | 0              |
| Всего          | 3              | 4              | 2              | 9              |

## Квалификация
| № п/п | Вид спорта                  | Мужчины        | Мужчины                | Женщины        | Женщины                | Всего          | Всего                  |
| № п/п | Вид спорта                  | Завоевано квот | Количество спортсменов | Завоевано квот | Количество спортсменов | Завоевано квот | Количество спортсменов |
| ----- | --------------------------- | -------------- | ---------------------- | -------------- | ---------------------- | -------------- | ---------------------- |
| 1     | Академическая гребля        | 6              | 21                     | 6              | 17                     | 12             | 38                     |
| 2     | Бокс                        |                |                        | 1              | 1                      | 1              | 1                      |
| 3     | Борьба                      | 2              | 2                      | 3              | 3                      | 5              | 5                      |
| 4     | Велоспорт                   | 1              | 1                      |                |                        | 1              | 1                      |
| 5     | Водное поло                 | 1              | 13                     |                |                        | 1              | 13                     |
| 6     | Спортивная гимнастика       | 1              | 1                      | 5              | 5                      | 6              | 6                      |
| 7     | Художественная гимнастика   |                |                        | 1              | 1                      | 1              | 1                      |
| 8     | Гребля на байдарках и каноэ | 2              | 3                      |                |                        | 2              | 3                      |
| 9     | Дзюдо                       | 1              | 1                      |                |                        | 1              | 1                      |
| 10    | Лёгкая атлетика             | 3              | 3                      | 9              | 9                      | 12             | 12                     |
| 11    | Настольный теннис           | 2              | 2                      | 3              | 3                      | 6              | 5                      |
| 12    | Парусный спорт              |                |                        | 1              | 1                      | 1              | 1                      |
| 13    | Плавание                    | 4              | 2                      | 1              | 1                      | 5              | 3                      |
| 14    | Стрельба из лука            |                |                        | 1              | 1                      | 1              | 1                      |
| 15    | Теннис                      |                |                        | 5              | 4                      | 5              | 4                      |
| 16    | Триатлон                    | 1              | 1                      |                |                        | 1              | 1                      |
| 17    | Тяжёлая атлетика            |                |                        | 2              | 2                      | 2              | 2                      |
| 18    | Фехтование                  |                |                        | 1              | 1                      | 1              | 1                      |
|       | ИТОГО                       | 24             | 50                     | 39             | 49                     | 64             | 99                     |

## Состав команды
Академическая гребля
1. Михай Кирута[англ.]
2. Флорин Артени[англ.]
3. Флорин Лехач[англ.]
4. Андрей-Себастьян Корня[англ.]
5. Мариан Эначе
6. Богдан-Сабин Байток[англ.]
7. Александру-Лаурентию Данчу[англ.]
8. Андрей Мандрила[англ.]
9. Чипрьян Тудосэ
10. Флорин Хородистяну[англ.]
11. Мариус-Габриэл Лунгу[англ.]
12. Йоан Прундяну
13. Илиута-Леонтин Нуцеску[англ.]
14. Михаита Тиганеску[англ.]
15. Константин Адам[англ.]
16. Клаудиу Нямту[англ.]
17. Мигурель Семчук[англ.]
18. Марьюс Козмьюк
19. Серджу Бежан[англ.]
20. Стефан Берариу[англ.]
21. Адриан Мунтяну[англ.]
22. Иоана Врынчану[англ.]
23. Роксана Ангел[англ.]
24. Анкуца Боднар[англ.]
25. Симона Радиш[англ.]
26. Джанина ван Гронинген[англ.]
27. Ионела Козмьюк[англ.]
28. Юлия-Лилиана Балаукы[англ.]
29. Лариса Богдан[англ.]
30. Мария-Магдалена Русу[англ.]
31. Мария Лехач[англ.]
32. Эмануэла-Иоана Чотэу[англ.]
33. Иоана Мадалина Морошан[англ.]
34. Александра Унгуряну[англ.]
35. Патричия Чирес[англ.]
36. Адриана Адам[англ.]
37. Амалия Береш[англ.]
38. Виктория-Штефания Петряну[англ.]

 Бокс
1. Лэкрэмьоара Перижоц

 Борьба
Вольная борьба
1. Андрея Ана
2. Криста Инце
3. Каталина Аксенте

Греко-римская борьба
1. Рэзван Арнэут
2. Алин Алексук-Чурариу

Велоспорт
 Маунтинбайк
1. Эде-Карой Мольнар[англ.]

 Водное поло
1. Мариус-Флорин Тик[англ.]
2. Франческо Юдян[англ.]
3. Матей Лутеску[англ.]
4. Тудор-Андрей Фуля[англ.]
5. Андрей Нямту[англ.]
6. Андрей Приотяса[англ.]
7. Андрей Тепелус[англ.]
8. Николае Оантэ[англ.]
9. Силвиан Колодровски[англ.]
10. Влад Георгеску[англ.]
11. Себастьян Штефан Олтян[англ.]
12. Левенте Ванчик[англ.]
13. Михай Драгушин[англ.]

Гимнастика
 Спортивная гимнастика
1. Андрей Мунтян[англ.]
2. |Ана Бэрбосу[англ.]
3. Лилия Косман[англ.]
4. Амалия Гигоарцэ[англ.]
5. Сабрина Войня[англ.]
6. Андреа Преда[англ.]

 Художественная гимнастика
1. Аннализ Драган[англ.]

Гребля на байдарках и каноэ
 Гребля на гладкой воде
1. Кэтэлин Кирилэ
2. Илие Спрынчян[англ.]
3. Олег Нуцэ[англ.]

 Дзюдо
1. Алекс Крец[англ.]

 Лёгкая атлетика
1. Андрей Тоадер[англ.]
2. Алин Фирфирикэ
3. Александру Новак[англ.]
4. Андреа Миклос
5. Стелла Рутто[англ.]
6. Дельвин Мерингор[англ.]
7. Жоан Челимо[англ.]
8. Даниэла Станчу
9. Алина Ротару-Коттман
10. Диана Ана Мария Ион[англ.]
11. Елена Талош
12. Бьянка Гелбер

 Настольный теннис
1. Овидиу Ионеску[англ.]
2. Эдуард Ионеску[англ.]
3. Бернадетт Сёч
4. Элизабета Самара[англ.]
5. Адина Дьякону[англ.]

 Парусный спорт
1. Эбру Болат[англ.]

 Плавание
1. Давид Попович
2. Влад Станку[англ.]
3. Ребекка-Эме Дьяконеску[англ.]

 Стрельба из лука
1. Мэдэлина Амэйстроаи

 Теннис
1. Ана Богдан
2. Жаклин Кристиан
3. Ирина-Камелия Бегу
4. Моника Никулеску

 Триатлон
1. Феликс Дюшан[англ.]

 Тяжёлая атлетика
1. Михаэла Камбей
2. Лоредана Тома

 Фехтование
1. Мэлина Кэлугэряну[англ.]

## Академическая гребля
Румыния завоевала одиннадцать квот на участие в соревнованиях по академической гребле на Чемпионате мира по академической гребле 2023 года в Белграде, Сербия и одну квоту на Финальной квалификационной регате 2024 года в Люцерне, Швейцария.
Мужчины
| Спортсмен | Дисциплина         | Заезд   | Заезд    | Утеш. заезд | Утеш. заезд | Четвертьфиналы | Четвертьфиналы | Полуфиналы | Полуфиналы | Финалы  | Финалы |
| Спортсмен | Дисциплина         | Время   | Место    | Время       | Место       | Время          | Место          | Время      | Место      | Время   | Место  |
| --- | ------------------ | ------- | -------- | ----------- | ----------- | -------------- | -------------- | ---------- | ---------- | ------- | ------ |
| Михай Кирута | Одиночки           | 6.51,51 | 1 QF     | —           | —           | 6.46,32        | 3 Q SA/B       | 6.52,95    | 5 Q FB     | 6.44,83 | 7      |
| Флорин Артени Флорин Лехач | Двойки распашные   | 6.40,29 | 2 Q SA/B | —           | —           | —              | —              | 6.29,86    | 1 Q FA     | 6.25,61 | 4      |
| Андрей-Себастьян Корня Мариан Эначе | Двойки парные      | 6.16,47 | 1 Q SA/B | —           | —           | —              | —              | 6.15,73    | 3 Q FA     | 6.12,58 | 1      |
| Богдан-Сабин Байток Александру-Лаурентию Данчу Андрей Мандрила Чипрьян Тудосэ                                                           | Четвёрки распашные | 6.06,60 | 3 R      | 5.53,52     | 2 Q FA      | —              | —              | —          | —          | 5.56,85 | 5      |
| Флорин Хородистяну Мариус-Габриэл Лунгу Йоан Прундяну Илиута-Леонтин Нуцеску                                                            | Четвёрки парные    | 5.51,14 | 5 R      | 5.56,32     | 5 Q FB      | —              | —              | —          | —          | 5.54,77 | 9      |
| Михаита Тиганеску Константин Адам Клаудиу Нямту Мигурель Семчук Марьюс Козмьюк Серджу Бежан Стефан Берариу Флорин Лехач Адриан Мунтяну* | Восьмёрки          | 5.55,82 | 4 R      | 5.30,00     | 3 Q FA      | —              | —              | —          | —          | 5.30,15 | 5      |

Женщины
| Спортсмен | Дисциплина               | Заезд   | Заезд    | Утеш. заезд | Утеш. заезд | Полуфиналы | Полуфиналы | Финалы  | Финалы |
| Спортсмен | Дисциплина               | Время   | Место    | Время       | Место       | Время      | Место      | Время   | Место  |
| --- | ------------------------ | ------- | -------- | ----------- | ----------- | ---------- | ---------- | ------- | ------ |
| Иоана Врынчану Роксана Ангел | Двойки распашные         | 7.24,27 | 1 Q SA/B | —           | —           | 7.14,53    | 2 Q FA     | 7.02,97 | 2      |
| Анкуца Боднар Симона Радиш | Двойки парные            | 6.48,49 | 1 Q SA/B | —           | —           | 6.51,41    | 1 Q FA     | 6.50,69 | 2      |
| Джанина ван Гронинген Ионела Козмьюк | Двойки парные, легковесы | 7.03,83 | 1 Q SA/B | —           | —           | 6.56,65    | 1 Q FA     | 6.48,78 | 2      |
| Юлия-Лилиана Балаукы Лариса Богдан Мария-Магдалена Русу Мария Лехач                                                                           | Четвёрки распашные       | 6.44,55 | 2 Q FA   | —           | —           | —          | —          | 6.29,52 | 4      |
| Иоана Мадалина Морошан Александра Унгуряну Патричия Чирес                                                                                     | Четвёрки парные          | 6.24,74 | 4 R      | 6.33,84     | 4 Q FB      | —          | —          | 6.29,64 | 7      |
| Мария-Магдалена Русу Роксана Ангел Адриана Адам Анкуца Боднар Иоана Врынчану Мария Лехач Симона Радиш Амалия Береш Виктория-Штефания Петряну* | Восьмёрки                | 6.12,31 | 1 Q FA   | —           | —           | —          | —          | 5.54,39 | 1      |

Легенда: FA=Финал А (медали); FB=Финал В; FC=Финал С; FD=Финал D; FE=Финал E; FF=Финал F; SA/B=Полуфиналы A/B; SC/D=Полуфиналы C/D; SE/F=Полуфиналы E/F; QF=Четвертьфиналы; R=Утешительные заезды; *=рулевой

## Бокс
Румыния завоевала одно место в турнир по боксу на Европейских играх 2022 года в Новы-Тарг, Польша.
| Спортсмен           | Категория     | 1/16 финала        | 1/8 финала                          | Четвертьфиналы        | Полуфиналы            | Финал                 | Финал                 |
| Спортсмен           | Категория     | Соперник Результат | Соперник Результат                  | Соперник Результат    | Соперник Результат    | Соперник Результат    | Место                 |
| ------------------- | ------------- | ------------------ | ----------------------------------- | --------------------- | --------------------- | --------------------- | --------------------- |
| Лэкрэмьоара Перижоц | Женщины 54 кг | —                  | MGLМенгонцетсегийн Энкхьяргал П 1–4 | завершила выступление | завершила выступление | завершила выступление | завершила выступление |

## Борьба
Румыния завоевала одно место в женские соревнования по вольной борьбе на Европейском квалификационном турнире 2024 года в Баку, Азербайджан, а также одно место в соревнования по греко-римской борьбе и два места в женский турнир по вольной борьбе на Мировом квалификационном турнире 2024 года в Стамбуле, Турция. Еще одно место в соревнования по греко-римской борьбе Румыния получила в результате перераспределения квот.
Вольная борьба
| Спортсмен        | Категория        | 1/8 финала                | Четвертьфиналы      | Полуфиналы         | Утеш.поединки           | Финал / За 3 место    | Финал / За 3 место |
| Спортсмен        | Категория        | Соперник Результат        | Соперник Результат  | Соперник Результат | Соперник Результат      | Соперник Результат    | Место              |
| ---------------- | ---------------- | ------------------------- | ------------------- | ------------------ | ----------------------- | --------------------- | ------------------ |
| Андрея Ана       | Женщины до 53 кг | MDAМариана Драгуцан В 3–0 | ECUЛусия Епес П 0–5 | —                  | PRKЦой Хёгён П 0–4      | завершила выступление | 9                  |
| Криста Инце      | Женщины до 62 кг | JPNСакура Мотоки П 0–5    | —                   | —                  | CANАна Годинес П 0–3    | завершила выступление | 16                 |
| Каталина Аксенте | Женщины до 76 кг | USAКеннеди Блейдс П 0–4   | —                   | —                  | CUBМилаймис Марин П 0–5 | завершила выступление | 16                 |

Греко-римская борьба
| Спортсмен            | Категория         | 1/8 финала                | Четвертьфиналы               | Полуфиналы           | Утеш.поединки        | Финал / За 3 место   | Финал / За 3 место |
| Спортсмен            | Категория         | Соперник Результат        | Соперник Результат           | Соперник Результат   | Соперник Результат   | Соперник Результат   | Место              |
| -------------------- | ----------------- | ------------------------- | ---------------------------- | -------------------- | -------------------- | -------------------- | ------------------ |
| Рэзван Арнэут        | Мужчины до 60 кг  | TURЭнес Башар В 3–1       | KGZЖоламан Шаршенбеков П 0–4 | завершил выступление | завершил выступление | завершил выступление | 9                  |
| Алин Алексук-Чурариу | Мужчины до 130 кг | KAZАлимхан Сыздыков П 1–3 | завершил выступление         | завершил выступление | завершил выступление | завершил выступление | 11                 |

## Велоспорт

### Маунтинбайк
Румыния завоевала одно место в мужские соревнования по маунтинбайку в соответствии с Олимпийским квалификационным рейтингом UCI.
| Спортсмен         | Категория | Время | Место |
| ----------------- | --------- | ----- | ----- |
| Эде-Карой Мольнар | Мужчины   | DNF   | DNF   |

## Водное поло
Мужская сборная Румынии по водному поло получила право участвовать в олимпийском турнире по результатам Чемпионата мира по водным видам спорта 2024 года в Дохе, Катар после отказа ЮАР.
| Команда | Соревнование   | Групповая стадия | Групповая стадия | Групповая стадия | Групповая стадия | Групповая стадия  | Групповая стадия | Четвертьфиналы        | Полуфиналы            | Финал / За 3 место    | Финал / За 3 место |
| Команда | Соревнование   | Соперник Счёт    | Соперник Счёт    | Соперник Счёт    | Соперник Счёт    | Соперник Счёт     | Место            | Соперник Счёт         | Соперник Счёт         | Соперник Счёт         | Место              |
| ------- | -------------- | ---------------- | ---------------- | ---------------- | ---------------- | ----------------- | ---------------- | --------------------- | --------------------- | --------------------- | ------------------ |
| Румыния | Мужской турнир | Греция П 7–14    | США П 8–14       | Хорватия П 8–11  | Италия П 7–18    | Черногория П 7–10 | 6                | завершили выступление | завершили выступление | завершили выступление | 12                 |

### Мужской турнир
Состав команды
Состав команды был объявлен 10 июля 2024 года.
Тренер:  Богдан Рат
- Мариус-Флорин Тик[англ.] (К) З
- Франческо Юдян[англ.] ЦЗ
- Матей Лутеску[англ.] ЦЗ
- Тудор-Андрей Фуля[англ.] Д
- Андрей Нямту[англ.] ПЗ
- Андрей Приотяса[англ.] ПЗ
- Андрей Тепелус[англ.] ЦЗ
- Николае Оантэ[англ.] ЦЗ
- Силвиан Колодровски[англ.] ЦН
- Влад Георгеску[англ.] Д
- Себастьян Штефан Олтян[англ.] Д
- Левенте Ванчик[англ.] ЦН
- Михай Драгушин[англ.] В

Групповой этап
| Поз | Команда    | И | В | ВПЕН | ППЕН | П | МЗ | МП | РМ  | О  | Квалификация   |
| --- | ---------- | - | - | ---- | ---- | - | -- | -- | --- | -- | -------------- |
| 1   | Греция     | 5 | 3 | 1    | 0    | 1 | 61 | 52 | +9  | 11 | Четвертьфиналы |
| 2   | Италия     | 5 | 3 | 1    | 0    | 1 | 60 | 43 | +17 | 11 | Четвертьфиналы |
| 3   | США        | 5 | 3 | 0    | 0    | 2 | 59 | 51 | +8  | 9  | Четвертьфиналы |
| 4   | Хорватия   | 5 | 3 | 0    | 0    | 2 | 58 | 57 | +1  | 9  | Четвертьфиналы |
| 5   | Черногория | 5 | 1 | 0    | 2    | 2 | 45 | 50 | −5  | 5  |                |
| 6   | Румыния    | 5 | 0 | 0    | 0    | 5 | 37 | 67 | −30 | 0  |                |

| 28 июля 2024 21:05 | \| Румыния \| 7:14 протокол \| Греция \| \| Георгеску, Нямцу 2 \| Голы \| Аргиропулос 4 \| | Париж Акватик центр Судьи: Михил Зварт (Нидерланды), Чжан Лян (Китай) |
| Румыния            | 7:14 протокол                                                                              | Греция                                                                |
| Георгеску, Нямцу 2 | Голы                                                                                       | Аргиропулос 4                                                         |

| 30 июля 2024 16:35 | \| США \| 14:8 протокол \| Румыния \| \| Добе, Боуэн по 3 \| Голы \| Колодровски, Георгеску по 3 \| | Париж Акватик центр Судьи: Гизели Амантино (Испания), Николас Ходгерс (Австралия) |
| США                | 14:8 протокол                                                                                       | Румыния                                                                           |
| Добе, Боуэн по 3   | Голы                                                                                                | Колодровски, Георгеску по 3                                                       |

| 1 августа 2024 19:30 | \| Румыния \| 8:11 протокол \| Хорватия \| \| Фуля, Тепелус по 2 \| Голы \| три игрока по 2 \| | Париж Акватик центр Судьи: Тамаш Ковач (Венгрия), Тисато Куросаки (Япония) |
| Румыния              | 8:11 протокол                                                                                  | Хорватия                                                                   |
| Фуля, Тепелус по 2   | Голы                                                                                           | три игрока по 2                                                            |

| 3 августа 2024 21:05 | \| Италия \| 18:7 протокол \| Румыния \| \| три игрока по 3 \| Голы \| Колодровски 3 \| | Париж Акватик центр Судьи: Тамаш Ковач (Венгрия), Николас Ходжерс (Австралия) |
| Италия               | 18:7 протокол                                                                           | Румыния                                                                       |
| три игрока по 3      | Голы                                                                                    | Колодровски 3                                                                 |

| 5 августа 2024 21:40 | \| Румыния \| 7:10 протокол \| Черногория \| \| Фуля 2 \| Голы \| Мршич 3 \| | Париж Акватик центр Судьи: Борис Маргета (Словения), Яссер Мехалхель (Египет) |
| Румыния              | 7:10 протокол                                                                | Черногория                                                                    |
| Фуля 2               | Голы                                                                         | Мршич 3                                                                       |

## Гимнастика спортивная
Румыния получила по итогам Чемпионата мира по спортивной гимнастике 2023 года в Антверпене, Бельгия максимальную квоту на участие в женских соревнованиях и одну индивидуальную квоту на участие в мужском многоборье. 

### Мужчины
| Спортсмен     | Дисциплина          | Квалификация | Квалификация | Квалификация | Квалификация | Квалификация | Квалификация | Квалификация | Квалификация | Финал                | Финал                | Финал                | Финал                | Финал                | Финал                | Финал                | Финал                |
| Спортсмен     | Дисциплина          | Снаряды      | Снаряды      | Снаряды      | Снаряды      | Снаряды      | Снаряды      | Всего        | Место        | Снаряды              | Снаряды              | Снаряды              | Снаряды              | Снаряды              | Снаряды              | Всего                | Место                |
| Спортсмен     | Дисциплина          | В            | КН           | КО           | ОП           | ПБ           | П            | Всего        | Место        | В                    | КН                   | КО                   | ОП                   | ПБ                   | П                    | Всего                | Место                |
| ------------- | ------------------- | ------------ | ------------ | ------------ | ------------ | ------------ | ------------ | ------------ | ------------ | -------------------- | -------------------- | -------------------- | -------------------- | -------------------- | -------------------- | -------------------- | -------------------- |
| Андрей Мунтян | Параллельные брусья | —            | —            | —            | —            | 14,366       | —            | —            | 25           | завершил выступление | завершил выступление | завершил выступление | завершил выступление | завершил выступление | завершил выступление | завершил выступление | завершил выступление |

### Женщины
| Спортсмен       | Дисциплина          | Квалификация                      | Квалификация                      | Квалификация                      | Квалификация                      | Квалификация                      | Квалификация                      | Финал                 | Финал                 | Финал                 | Финал                 | Финал                 | Финал                 |
| Спортсмен       | Дисциплина          | Снаряды                           | Снаряды                           | Снаряды                           | Снаряды                           | Всего                             | Место                             | Снаряды               | Снаряды               | Снаряды               | Снаряды               | Всего                 | Место                 |
| Спортсмен       | Дисциплина          | ОП                                | РБ                                | Б                                 | В                                 | Всего                             | Место                             | ОП                    | РБ                    | Б                     | В                     | Всего                 | Место                 |
| --------------- | ------------------- | --------------------------------- | --------------------------------- | --------------------------------- | --------------------------------- | --------------------------------- | --------------------------------- | --------------------- | --------------------- | --------------------- | --------------------- | --------------------- | --------------------- |
| Ана Бэрбосу     | Команды             | 13,800                            | 12,600                            | 13,533                            | 13,600                            | 53,533                            | 14 Q                              | 13,933                | 12,433                | 12,700                | 13,566                | —                     | —                     |
| Лилия Косман    | Команды             | 13,500                            | 11,333                            | 12,833                            | 12,466                            | 50,132                            | 50                                | 13,433                | 13,133                | —                     | —                     | —                     | —                     |
| Амалия Гигоарцэ | Команды             | 13,000                            | 13,066                            | 13,266                            | 13,333                            | 52,665                            | 19 Q                              | —                     | 13,333                | 12,500                | 13,133                | —                     | —                     |
| Сабрина Войня   | Команды             | 13,666                            | —                                 | 14,000                            | 13,800                            | —                                 | —                                 | 13,633                | —                     | 13,800                | 13,900                | —                     | —                     |
| Андреа Преда    | Команды             | —                                 | 10,933                            | —                                 | —                                 | —                                 | —                                 | —                     | —                     | —                     | —                     | —                     | —                     |
| Всего           | Команды             | 40,966                            | 36,999                            | 40,799                            | 40,733                            | 159,497                           | 8 Q                               | 40,999                | 38,899                | 39,000                | 40,599                | 159,497               | 7                     |
| Ана Бэрбосу     | Многоборье          | См. результаты командного турнира | См. результаты командного турнира | См. результаты командного турнира | См. результаты командного турнира | См. результаты командного турнира | См. результаты командного турнира | 14.000                | 12.433                | 12.466                | 13.566                | 52.465                | 17                    |
| Ана Бэрбосу     | Опорный прыжок      | 13,633                            | —                                 | —                                 | —                                 | —                                 | 15                                | завершила выступление | завершила выступление | завершила выступление | завершила выступление | завершила выступление | завершила выступление |
| Ана Бэрбосу     | Разновысокие брусья | —                                 | 12,600                            | —                                 | —                                 | —                                 | 57                                | завершила выступление | завершила выступление | завершила выступление | завершила выступление | завершила выступление | завершила выступление |
| Ана Бэрбосу     | Бревно              | —                                 | —                                 | 13,533                            | —                                 | —                                 | 17                                | завершила выступление | завершила выступление | завершила выступление | завершила выступление | завершила выступление | завершила выступление |
| Ана Бэрбосу     | Вольные упражнения  | —                                 | —                                 | —                                 | 13,600                            | —                                 | 8 Q                               | —                     | —                     | —                     | 13,700                | 13,700                | 3                     |
| Лилия Косман    | Разновысокие брусья | —                                 | 11,333                            | —                                 | —                                 | —                                 | 76                                | завершила выступление | завершила выступление | завершила выступление | завершила выступление | завершила выступление | завершила выступление |
| Лилия Косман    | Бревно              | —                                 | —                                 | 12,833                            | —                                 | —                                 | 41                                | завершила выступление | завершила выступление | завершила выступление | завершила выступление | завершила выступление | завершила выступление |
| Лилия Косман    | Вольные упражнения  | —                                 | —                                 | —                                 | 12,466                            | —                                 | 53                                | завершила выступление | завершила выступление | завершила выступление | завершила выступление | завершила выступление | завершила выступление |
| Амалия Гигоарцэ | Многоборье          | См. результаты командного турнира | См. результаты командного турнира | См. результаты командного турнира | См. результаты командного турнира | См. результаты командного турнира | См. результаты командного турнира | 13,100                | 12,566                | 11,900                | 13,166                | 50,732                | 22                    |
| Амалия Гигоарцэ | Разновысокие брусья | —                                 | 13,066                            | —                                 | —                                 | —                                 | 43                                | завершила выступление | завершила выступление | завершила выступление | завершила выступление | завершила выступление | завершила выступление |
| Амалия Гигоарцэ | Бревно              | —                                 | —                                 | 13,266                            | —                                 | —                                 | 30                                | завершила выступление | завершила выступление | завершила выступление | завершила выступление | завершила выступление | завершила выступление |
| Амалия Гигоарцэ | Вольные упражнения  | —                                 | —                                 | —                                 | 13,333                            | —                                 | 16                                | завершила выступление | завершила выступление | завершила выступление | завершила выступление | завершила выступление | завершила выступление |
| Сабрина Войня   | Бревно              | —                                 | —                                 | 14,000                            | —                                 | —                                 | 5 Q                               | —                     | —                     | 11,733                | —                     | 11,733                | 8                     |
| Сабрина Войня   | Вольные упражнения  | —                                 | —                                 | —                                 | 13,800                            | —                                 | 4 Q                               | —                     | —                     | —                     | 13,700                | 13,700                | 4                     |
| Андреа Преда    | Разновысокие брусья | —                                 | 10,933                            | —                                 | —                                 | —                                 | 79                                | завершила выступление | завершила выступление | завершила выступление | завершила выступление | завершила выступление | завершила выступление |

## Гимнастика художественная
Румыния на Чемпионате мира по художественной гимнастике 2023 года в Валенсии, Испания завоевала одно место в личном многоборье. 
| Спортсменка    | Дисциплина | Квалификация | Квалификация | Квалификация | Квалификация | Квалификация | Квалификация | инал                  | инал                  | инал                  | инал                  | инал                  | инал                  |
| Спортсменка    | Дисциплина | Обруч        | Мяч          | Булавы       | Лента        | Всего        | Место        | Обруч                 | Мяч                   | Булавы                | Лента                 | Всего                 | Место                 |
| -------------- | ---------- | ------------ | ------------ | ------------ | ------------ | ------------ | ------------ | --------------------- | --------------------- | --------------------- | --------------------- | --------------------- | --------------------- |
| Аннализ Драган | Личное     | 27,200       | 30,550       | 31,650       | 25,450       | 114,850      | 21           | завершила выступление | завершила выступление | завершила выступление | завершила выступление | завершила выступление | завершила выступление |

## Гребля на байдарках и каноэ

### Гладкая вода
Румыния завоевала право выставить две лодки в соревнованиях по гребле на байдарках и каноэ на гладкой воде по результатам Чемпионата мира 2023 года в Дуйсбурге, Германия.
Мужчины
| Спортсмен               | Дисциплина            | Заезды  | Заезды | Четвертьфиналы | Четвертьфиналы | Полуфиналы | Полуфиналы | Финалы  | Финалы |
| Спортсмен               | Дисциплина            | Время   | Место  | Время          | Место          | Время      | Место      | Время   | Место  |
| ----------------------- | --------------------- | ------- | ------ | -------------- | -------------- | ---------- | ---------- | ------- | ------ |
| Кэтэлин Кирилэ          | Каноэ-одиночка 1000 м | 3.44,75 | 1 SF   | —              | —              | 3.45,78    | 5 FB       | 3.47,48 | 9      |
| Илие Спрынчян Олег Нуцэ | Каноэ-двойка 500 м    | 1.40,84 | 5 QF   | 1.40,00        | 2 SF           | 1.43,42    | 5 FB       | 1.43,80 | 9      |

## Дзюдо
Румыния получила по рейтингу IJF одно место в мужские соревнования.
| Спортсмен  | Категория        | 1/16 финала            | 1/8 финала               | Четвертьфиналы       | Полуфиналы           | Утеш. поединки       | Финал / За 3 место   | Финал / За 3 место   |                      |
| Спортсмен  | Категория        | Соперник Результат     | Соперник Результат       | Соперник Результат   | Соперник Результат   | Соперник Результат   | Соперник Результат   | Место                |                      |
| ---------- | ---------------- | ---------------------- | ------------------------ | -------------------- | -------------------- | -------------------- | -------------------- | -------------------- | -------------------- |
| Алекс Крец | Мужчины до 90 кг | HUNКристиан Тот В 10–0 | BRAРафаэль Маседо П 0–10 | завершил выступление | завершил выступление | завершил выступление | завершил выступление | завершил выступление | завершил выступление |

## Легкая атлетика
Румынские легкоатлеты выполнили нормативы для участия в Играх 2024 года, пройдя прямую квалификацию или по мировому рейтингу, в следующих соревнованиях (максимум по 3 спортсмена в каждом):
Беговые дисциплины
Женщины
| Спортсмен        | Дисциплина  | Забеги    | Забеги | Утеш. забеги | Утеш. забеги | Полуфиналы | Полуфиналы | Финал                 | Финал                 |
| Спортсмен        | Дисциплина  | Результат | Место  | Результат    | Место        | Результат  | Место      | Результат             | Место                 |
| ---------------- | ----------- | --------- | ------ | ------------ | ------------ | ---------- | ---------- | --------------------- | --------------------- |
| Андреа Миклос    | 400 м       | 50,54     | 3 Q    | —            | —            | 50,78      | 5          | завершила выступление | завершила выступление |
| Стелла Рутто     | 3000 м с/пр | 9.31,23   | 8      | —            | —            | —          | —          | завершила выступление | завершила выступление |
| Дельвин Мерингор | Марафон     | —         | —      | —            | —            | —          | —          | 2:24.56               | 7                     |
| Жоан Челимо      | Марафон     | —         | —      | —            | —            | —          | —          | DNF                   | DNF                   |

Технические дисциплины
Мужчины
| Спортсмен        | Дисциплина    | Полуфиналы | Полуфиналы | Финал                | Финал                |
| Спортсмен        | Дисциплина    | Результат  | Место      | Результат            | Место                |
| ---------------- | ------------- | ---------- | ---------- | -------------------- | -------------------- |
| Алин Фирфирикэ   | Метание диска | 63,66      | 11 q       | 64,45                | 11                   |
| Андрей Тоадер    | Толкание ядра | 20,24      | 18         | завершил выступление | завершил выступление |
| Александру Новак | Метание копья | 81,08      | 17         | завершил выступление | завершил выступление |

Женщины
| Спортсмен            | Дисциплина      | Полуфиналы | Полуфиналы | Финал                 | Финал                 |
| Спортсмен            | Дисциплина      | Результат  | Место      | Результат             | Место                 |
| -------------------- | --------------- | ---------- | ---------- | --------------------- | --------------------- |
| Даниэла Станчу       | Прыжки в высоту | 1,88       | 19         | завершила выступление | завершила выступление |
| Алина Ротару-Коттман | Прыжки в длину  | 6,63       | 9 q        | 6,67                  | 7                     |
| Диана Ана Мария Ион  | Тройной прыжок  | 14,03      | 13         | завершила выступление | завершила выступление |
| Елена Талош          | Тройной прыжок  | 14,23      | 9 q        | 14,03                 | 10                    |
| Бьянка Гелбер        | Метание молота  | 71,42      | 11 q       | 72,36                 | 9                     |

## Настольный теннис
Румыния завоевала право выставить женскую команду, а также автоматически двух игроков в женском индивидуальном турнире по итогам Чемпионата мира по настольному теннису среди команд 2024 в Пусане, Корея и двух игроков в мужском индивидуальном турнире на основании рейтинга ITTF. Также Румыния завоевала право выставить пару в миксте по итогам рейтинга ITTF среди смешанных пар.
| Спортсмен                                    | Дисциплина      | 1/32 финала               | 1/16 финала                 | 1/8 финала                       | Четвертьфиналы                 | Полуфиналы            | Финал / За 3 место    | Финал / За 3 место    |
| Спортсмен                                    | Дисциплина      | Соперник Результат        | Соперник Результат          | Соперник Результат               | Соперник Результат             | Соперник Результат    | Соперник Результат    | Место                 |
| -------------------------------------------- | --------------- | ------------------------- | --------------------------- | -------------------------------- | ------------------------------ | --------------------- | --------------------- | --------------------- |
| Овидиу Ионеску                               | Мужчины личное  | CROАндрей Гачина П 1–4    | завершил выступление        | завершил выступление             | завершил выступление           | завершил выступление  | завершил выступление  | завершил выступление  |
| Эдуард Ионеску                               | Мужчины личное  | NGRКвадри Аруна В 4–3     | TPEКао Чэнцзюй П 1–4        | завершил выступление             | завершил выступление           | завершил выступление  | завершил выступление  | завершил выступление  |
| Бернадетт Сёч                                | Женщины личное  | SGPЧжоу Цзини В 4–1       | UKRМаргарита Песоцкая В 4–1 | AUTСофия Полканова П 0–4         | завершила выступление          | завершила выступление | завершила выступление | завершила выступление |
| Элизабета Самара                             | Женщины личное  | UKRСоломия Братейко В 4–3 | TPEЧжэн Ицзин П 2–4         | завершила выступление            | завершила выступление          | завершила выступление | завершила выступление | завершила выступление |
| Бернадетт Сёч Элизабета Самара Адина Дьякону | Женщины команды | —                         | —                           | Индия · П 2–3                    | завершили выступление          | завершили выступление | завершили выступление | завершили выступление |
| Овидиу Ионеску Бернадетт Сёч                 | Микст пары      | —                         | —                           | AUSНиколас Лум Минхёнг Дже В 4–1 | KORЛим Чон Хун Син Ю Бин П 0–4 | завершили выступление | завершили выступление | завершили выступление |

## Парусный спорт
Румыния завоевала право выставить одну лодку по результатам регаты «Последний шанс» 2024 года в Йере, Франция. 
Медальные гонки
| Спортсмен  | Дисциплина     | Гонка | Гонка | Гонка | Гонка | Гонка | Гонка | Гонка | Гонка | Гонка | Гонка    | Гонка | Баллы | Место |
| Спортсмен  | Дисциплина     | 1     | 2     | 3     | 4     | 5     | 6     | 7     | 8     | 9     | 10       | M*    | Баллы | Место |
| ---------- | -------------- | ----- | ----- | ----- | ----- | ----- | ----- | ----- | ----- | ----- | -------- | ----- | ----- | ----- |
| Эбру Болат | Женщины ILCA 6 | 28    | 16    | 32    | 5     | 14    | 21    | 24    | 26    | 24    | отменена | EL    | 158   | 23    |

M = Медальная гонка; EL = Выбыл – не участвовал в медальной гонке

## Плавание
Румынские пловцы выполнили требования для участия в нижеследующих дисциплинах плавательного турнира Олимпиады среди мужчин. Румыния также получила одно универсальное место в соревнования женщин.
| Спортсмен              | Дисциплина                   | Заплывы | Заплывы | Полуфиналы | Полуфиналы | Финал                 | Финал                 |
| Спортсмен              | Дисциплина                   | Время   | Место   | Время      | Место      | Время                 | Место                 |
| ---------------------- | ---------------------------- | ------- | ------- | ---------- | ---------- | --------------------- | --------------------- |
| Давид Попович          | Мужчины 100 м вольный стиль  | 47,92   | 3 Q     | 47,66      | 5 Q        | 47,49                 | 3                     |
| Давид Попович          | Мужчины 200 м вольный стиль  | 1.45,65 | 1 Q     | 1.44,53    | 1 Q        | 1.44,72               | 1                     |
| Влад Станку            | Мужчины 800 м вольный стиль  | 8.20,78 | 30      | —          | —          | завершил выступление  | завершил выступление  |
| Влад Станку            | Мужчины 1500 м вольный стиль | DNS     | DNS     | DNS        | DNS        | DNS                   | DNS                   |
| Ребекка-Эме Дьяконеску | Женщины 200 м вольный стиль  | 1.59,29 | 16 Q    | 1.59,58    | 16         | завершила выступление | завершила выступление |

## Стрельба из лука
Румыния получила получила одно место в женском личном турнире в результате перераспределения квот.
| Спортсмен           | Дисциплина                        | Рейтинговый раунд | Рейтинговый раунд | 1/32 финала            | 1/16 финала              | 1/8 финала          | Четвертьфиналы        | Полуфиналы            | Финал / За 3 место    | Финал / За 3 место    |
| Спортсмен           | Дисциплина                        | Результат         | Посев             | Соперник Счет          | Соперник Счет            | Соперник Счет       | Соперник Счет         | Соперник Счет         | Соперник Счет         | Место                 |
| ------------------- | --------------------------------- | ----------------- | ----------------- | ---------------------- | ------------------------ | ------------------- | --------------------- | --------------------- | --------------------- | --------------------- |
| Мэдэлина Амэйстроаи | Женщины индивидуальное первенство | 637               | 47                | ISRМикаэлла Моше В 7–1 | ITAКьяра Ребальяти В 7–3 | KORНам Су Хён П 2–6 | завершила выступление | завершила выступление | завершила выступление | завершила выступление |

## Теннис
Румыния получила три места в одиночный и два места в парный женские турниры по рейтингу WTA.
| Спортсмен                           | Дисциплина        | 1/32 финала                       | 1/16 финала                           | 1/8 финала            | Четвертьфиналы        | Полуфиналы            | Финал / За 3 место    | Финал / За 3 место    |
| Спортсмен                           | Дисциплина        | Соперник Счёт                     | Соперник Счёт                         | Соперник Счёт         | Соперник Счёт         | Соперник Счёт         | Соперник Счёт         | Место                 |
| ----------------------------------- | ----------------- | --------------------------------- | ------------------------------------- | --------------------- | --------------------- | --------------------- | --------------------- | --------------------- |
| Ана Богдан                          | Женщины одиночный | ITAЖасмин Паолини П 5–7, 3–6      | завершила выступление                 | завершила выступление | завершила выступление | завершила выступление | завершила выступление | завершила выступление |
| Ирина-Камелия Бегу                  | Женщины одиночный | POLИга Свёнтек П 2–6, 5–7         | завершила выступление                 | завершила выступление | завершила выступление | завершила выступление | завершила выступление | завершила выступление |
| Жаклин Кристиан                     | Женщины одиночный | FRAКаролин Гарсия В 5–7, 6–3, 6–3 | GERАнжелика Кербер П 4–6, 6–3, 4–6    | завершила выступление | завершила выступление | завершила выступление | завершила выступление | завершила выступление |
| Ана Богдан Жаклин Кристиан          | Женщины парный    | —                                 | JPNСюко Аояма Эна Сибахара П 2–6, 3–6 | завершили выступление | завершили выступление | завершили выступление | завершили выступление | завершили выступление |
| Ирина-Камелия Бегу Моника Никулеску | Женщины парный    | —                                 | TPEСе Шувэй Чиа И Цао П 6–7(2–7), 5–7 | завершили выступление | завершили выступление | завершили выступление | завершили выступление | завершили выступление |

## Триатлон
Румыния завоевала одно квотное место в соревнования мужчин на основании Индивидуального рейтинга World Triathlon.
| Спортсмен    | Категория      | Время             | Время     | Время             | Время     | Время       | Время   | Место |
| Спортсмен    | Категория      | Плавание (1,5 км) | Переход 1 | Велосипед (40 км) | Переход 2 | Бег (10 км) | Всего   | Место |
| ------------ | -------------- | ----------------- | --------- | ----------------- | --------- | ----------- | ------- | ----- |
| Феликс Дюшан | Мужчины личное | 23.05             | 0,50      | 56.35             | 0,30      | 35.00       | 1:56.00 | 50    |

## Тяжёлая атлетика
Румыния получила два места в женских соревнованиях в соответствии с олимпийским рейтингом IWF.
| Спортсмен      | Категория        | Рывок     | Рывок | Толчок    | Толчок | Всего | Место |
| Спортсмен      | Категория        | Результат | Место | Результат | Место  | Всего | Место |
| -------------- | ---------------- | --------- | ----- | --------- | ------ | ----- | ----- |
| Михаэла Камбей | Женщины до 49 кг | 93        | 1     | 112       | 3      | 205   | 2     |
| Лоредана Тома  | Женщины до 71 кг | 115       | 3     | 134       | –      | –     | DNF   |

## Фехтование
Румыния завоевала одно индивидуальное место в женской рапире на Зональном турнире Европы 2024 года в Дифферданже, Люксембург.
| Спортсмен         | Дисциплина     | 1/16 финала         | 1/8 финала             | Четвертьфинал         | Полуфинал             | Финал / За 3 место    | Финал / За 3 место    |
| Спортсмен         | Дисциплина     | Соперник Счет       | Соперник Счет          | Соперник Счет         | Соперник Счет         | Соперник Счет         | Место                 |
| ----------------- | -------------- | ------------------- | ---------------------- | --------------------- | --------------------- | --------------------- | --------------------- |
| Мэлина Кэлугэряну | Женщины рапира | JPNЮка Уэно В 15–13 | ITAАличе Вольпи П 9–15 | завершила выступление | завершила выступление | завершила выступление | завершила выступление |